# M.A.N.D.Y.
M.A.N.D.Y. is een uit Berlijn komende elektrohouse groep bestaande uit Patrick Bodmer en Philipp Jung. Hun naam staat voor Me AND You. Ze zijn samen met Booka Shade en DJ T. de oprichters van het label Get Physical Records. De naam van het label is dan weer een protest tegen de digitalisering van de muziekwereld.
M.A.N.D.Y. en Booka Shade zijn begonnen als muzikale soulmates met DJ T., eerst in Frankfurt, daarna in Berlijn, ze produceerden onder het label: 'Get Physical'. Body Language was de alomtegenwoordige hit van 2005. Een van hun meest recente prestige was een compilatie voor de Renaissance in 2009, die werd binnengehaald met een enorme lofbetuigingen en beschreven door Resident Advisor als "rijpheid, intelligentie en samenhang ... dat is zeldzaam dezer dagen."
In april 2011 kwam hun album 'Body Language' Vol. 10 uit i.s.m. Booka Shade.